# Сантана-ду-Карири
Сантана-ду-Карири (порт. Santana do Cariri)  —  муниципалитет в Бразилии, входит в штат Сеара. Составная часть мезорегиона Юг штата Сеара. Входит в экономико-статистический  микрорегион Карири. Население составляет 17 914 человека на 2006 год. Занимает площадь 768,768 км². Плотность населения — 23,3 чел./км².

## История
Город основан в 1885 году.

## Статистика
- Валовой внутренний продукт на 2003 составляет 36.157.541,00 реалов (данные: Бразильский институт географии и статистики).
- Валовой внутренний продукт на душу населения на 2003 составляет 2.075,04 реалов (данные: Бразильский институт географии и статистики).
- Индекс развития человеческого потенциала на 2000 составляет 0,609 (данные: Программа развития ООН).